# Мори, Эйсукэ
Эйсукэ Мори (яп. 森 英介; род. 31 августа 1948, Тиёда) — японский государственный деятель, министр юстиции (2008—2009).

## Биография
Родился 31 августа 1948 года в Токио. Окончил Университет Тохоку, получив степень доктора философии.
В 1974 году устроился в корпорацию Kawasaki Heavy Industries. В 1990 году он был впервые избран в Палату представителей. В кабинете премьер-министра Таро Асо, назначенного 24 сентября 2008 года, Мори получил портфель министра юстиции, пробыв на этом посту до 16 сентября 2009 года.
Мори открыто комментирует свою связь с «Ниппон Кайги».